# آلتامونت اسپرینگز (فلوریدا)
آلتامونت اسپرینگز (به انگلیسی: Altamonte Springs) شهری در شهرستان سمینول ایالت فلوریدا است که در سال ۱۹۲۰ بنیان‌گذاری شده‌است. این شهر طبق سرشماری سال ۲۰۱۰ میلادی، ۴۱٬۴۹۶ نفر جمعیت داشته و مساحت آن نیز ۲۴٫۴ کیلومتر مربع است.